# Dole-Jura repülőtér
A Dole-Jura repülőtér (IATA: DLE, ICAO: LFGJ) egy nemzetközi repülőtér Franciaországban, Dole közelében. Éves utasforgalma 7124 fő .

## Kifutók
A repülőtér futópályái:
- 05/23 (2230 m, 45 m, aszfalt)

## Forgalom
Az utasforgalom az elmúlt években az alábbi módon változott:
| Utasok száma | 7124 | 4766 | 4216 | 3336 | 2373 | 2400 | 116 179 | 104 621 | 111 161 | 100 401 |
|              | 1997 | 2000 | 2003 | 2005 | 2008 | 2011 | 2014    | 2016    | 2019    | 2022    |

## Légitársaságok és uticélok
| Légitársaság | Célállomások          |
| ------------ | --------------------- |
| Air Corsica  | Szezonális: Bastia    |
| Ryanair      | Fès, Marrakesh, Porto |